# Hanne Winther-Jørgensen
Hanne Winther-Jørgensen (1. april 1935 i København – 17. juni 1991 smst.) var en dansk skuespillerinde. Datter af Aage Winther-Jørgensen.
Uddannet fra Det kongelige Teaters Elevskole 1955.
Ud over optræden her var hun engageret på Odense Teater, Aveny Teatret, Allé Scenen og Det Danske Teater.
Hun spillede med i Den lykkelige rejse, Hvem er jeg, Den gale fra Chaillot, Eventyr på fodrejsen, Nøddebo Præstegård og Vildanden.

## Filmografi
- Far til fire på landet – 1955
- Flintesønnerne – 1956
- Guld og grønne skove – 1958
- Den sidste vinter – 1960
- Kvindelist og kærlighed – 1960
- Eventyrrejsen – 1960
- Tro, håb og trolddom – 1960
- Med kærlig hilsen – 1971